# AG Insurance-Soudal Team
L'AG Insurance-Soudal Team, già NXTG Racing, è una squadra femminile belga di ciclismo su strada con licenza di UCI Women's WorldTeam. Attiva a livello UCI dal 2020, dal 2023 costituisce la controparte femminile del team maschile Soudal-Quick Step ed è affiancata da una formazione di sviluppo, la AG Insurance-Soudal NXTG; dal 2024 ha licenza di WorldTeam.

## Cronistoria

### Annuario
| Anno | Codice  | Nome                                                                     | Cat. | Biciclette  | Dirigenza |
| ---- | ------- | ------------------------------------------------------------------------ | ---- | ----------- | --- |
| 2020 | NXG     | NXTG Racing                                                              | CTW  | Pinarello   | Manager: Natascha den Ouden Dir. sportivi: Kelvin Dekker, Huub Duijn                                                                    |
| 2021 | NXG     | NXTG Racing                                                              | CTW  | Pinarello   | Manager: Marion de Cocq Dir. sportivi: Kelvin Dekker, Marco Aerts, Wim Stroetinga, Brent Van Ballenberghe                               |
| 2022 | NXG AGI | NXTG by Experza (fino al 21 marzo) AG Insurance-NXTG Team (dal 22 marzo) | CTW  | Pinarello   | Manager: Natascha den Ouden Dir. sportivi: Jolien D'Hoore, Marco Aerts, Christian Kos, Brent Van Ballenberghe                           |
| 2023 | AGS     | AG Insurance-Soudal Quick-Step Team                                      | CTW  | Specialized | Manager: Natascha den Ouden Dir. sportivi: Jolien D'Hoore, Servais Knaven, Christian Kos                                                |
| 2024 | AGS     | AG Insurance-Soudal Team                                                 | WTW  | Specialized | Manager: Natascha den Ouden (fino al 29 marzo), Jurgen Foré (dal 30 marzo) Dir. sportivi: Jolien D'Hoore, Fien Delbaere, Servais Knaven |

### Classifiche UCI
Aggiornato al 31 dicembre 2023.
| Anno | Class.     | Pos. | Migliore cl. individuale |
| ---- | ---------- | ---- | ------------------------ |
| 2020 | World Cal. | 31º  | Shari Bossuyt (116ª)     |
| 2020 | World Tour | 27º  | Charlotte Kool (138ª)    |
| 2021 | World Cal. | 5º   | Charlotte Kool (88ª)     |
| 2021 | World Tour | 19º  | Charlotte Kool (104ª)    |
| 2022 | World Cal. | 19º  | Ally Wollaston (72ª)     |
| 2022 | World Tour | 19º  | Julia Borgström (67ª)    |
| 2023 | World Cal. | 12º  | Ashleigh Moolman (19ª)   |
| 2023 | World Tour | 17º  | Ashleigh Moolman (20ª)   |

## Palmarès
Aggiornato al 26 dicembre 2024.

### Grandi Giri
- Giro d'Italia

Partecipazioni: 2 (2023, 2024)
Vittorie di tappa: 1
2024: 1 (Kimberley Le Court)
Vittorie finali: 0
Altre classifiche: 1
2024: Scalatrici (Justine Ghekiere)
- Tour de France

Partecipazioni: 3 (2022, 2023, 2024)
Vittorie di tappa: 1
2024: 1 (Justine Ghekiere)
Vittorie finali: 0
Altre classifiche: 1
2024: Montagna (Justine Ghekiere)
- Vuelta a España

Partecipazioni: 1 (2024)
Vittorie di tappa: 0
Vittorie finali: 0
Altre classifiche: 0

### Campionati nazionali
- Campionati mauriziani: 2

In linea: 2024 (Kimberley Le Court)
Cronometro: 2024 (Kimberley Le Court)
- Campionati neozelandesi: 1

In linea: 2023 (Ally Wollaston)
- Campionati spagnoli: 2

Cronometro: 2023, 2024 (Mireia Benito)

## Organico 2024
Aggiornato al 26 dicembre 2024.

### Staff tecnico
|  | Naz.                   | Ruolo | Sportivo       |  |  |  |
|  | ---------------------- | ----- | -------------- |  |  |  |
|  | Belgio (bandiera)      | GM    | Jurgen Foré    |  |  |  |
|  | Belgio (bandiera)      | DS    | Jolien D'Hoore |  |  |  |
|  | Belgio (bandiera)      | DS    | Fien Delbaere  |  |  |  |
|  | Paesi Bassi (bandiera) | DS    | Servais Knaven |  |  |  |

### Rosa
|  | Naz.                     |  | Sportivo           | Anno |  |  |
|  | ------------------------ |  | ------------------ | ---- |  |  |
|  | Spagna (bandiera)        |  | Mireia Benito      | 1996 |  |  |
|  | Paesi Bassi (bandiera)   |  | Maaike Boogaard    | 1998 |  |  |
|  | Svezia (bandiera)        |  | Julia Borgström    | 2001 |  |  |
|  | Belgio (bandiera)        |  | Lore De Schepper   | 2005 |  |  |
|  | Belgio (bandiera)        |  | Justine Ghekiere   | 1996 |  |  |
|  | Australia (bandiera)     |  | Sarah Gigante      | 2000 |  |  |
|  | Belgio (bandiera)        |  | Marthe Goossens    | 2002 |  |  |
|  | Mauritius (bandiera)     |  | Kimberley Le Court | 1996 |  |  |
|  | Australia (bandiera)     |  | Anya Louw          | 2000 |  |  |
|  | Italia (bandiera)        |  | Gaia Masetti       | 2001 |  |  |
|  | Sudafrica (bandiera)     |  | Ashleigh Moolman   | 1985 |  |  |
|  | Paesi Bassi (bandiera)   |  | Ilse Pluimers      | 2002 |  |  |
|  | Paesi Bassi (bandiera)   |  | Maud Rijnbeek      | 2002 |  |  |
|  | Paesi Bassi (bandiera)   |  | Nicole Steigenga   | 1998 |  |  |
|  | Belgio (bandiera)        |  | Julie Van De Velde | 1993 |  |  |
|  | Nuova Zelanda (bandiera) |  | Ally Wollaston     | 2001 |  |  |